# B-Project
B-Project è un progetto giapponese di idol virtuali maschi prodotto da Mages. Una serie televisiva anime, sottotitolata Kodō ambitious (鼓動*アンビシャス?, Kodō anbishasu) e prodotta da A-1 Pictures per la regia di Eiji Suganuma, è stata trasmessa tra il 2 luglio e il 24 settembre 2016, mentre un manga dal sottotitolo Mōsō scandal (妄想*スキャンダル?, Mōsō sukyandaru), disegnato da Mizu Morino, ha iniziato la serializzazione sulla rivista Cheese! di Shogakukan il 24 maggio 2016.

## Personaggi
Tsubasa Sumisora (澄空 つばさ?, Sumisora Tsubasa)
Doppiata da: Hisako Kanemoto / Asami Seto
Hikaru Osari (王茶利 暉?, Osari Hikaru)
Doppiato da: Shōtarō Morikubo
Tatsuhiro Nome (野目 龍広?, Nome Tatsuhiro)
Doppiato da: Genki Okawa
Kazuna Masunaga (増長 和南?, Masunaga Kazuna)
Doppiato da: Yūto Uemura
Momotaro Onzai (音済 百太郎?, Onzai Momotaro)
Doppiato da: Tetsuya Kakihara
Mikado Sekimura (釈村 帝人?, Sekimura Mikado)
Doppiato da: Toshiki Masuda